# Ordem do Tesouro Sagrado
A Ordem do Tesouro Sagrado ou Ordem do Tesouro da Felicidade Sagrada (瑞宝章, Zuihōsho) é uma condecoração japonesa, estabelecida no dia 4 de janeiro de 1888, pelo Imperador Meiji. É concedida tanto por mérito civil quanto militar. Em 2003, uma reforma, entre outras medidas, aboliu as duas classes mais baixas da Ordem (eram oito classes, em ordem de importância).
Ficou acessível a mulheres somente em 1919 e pode ser conferida postumamente.